# Chelonus altitudinis
Chelonus altitudinis är en stekelart som beskrevs av Henry Lorenz Viereck 1905. Chelonus altitudinis ingår i släktet Chelonus och familjen bracksteklar. Inga underarter finns listade i Catalogue of Life.